# Світлове забруднення
Світлове́ забру́днення, за К.М.Ситником (1994)[джерело?] — різновид фізичного забруднення, порушення яскравості і часового зсуву природної освітленості певної території 

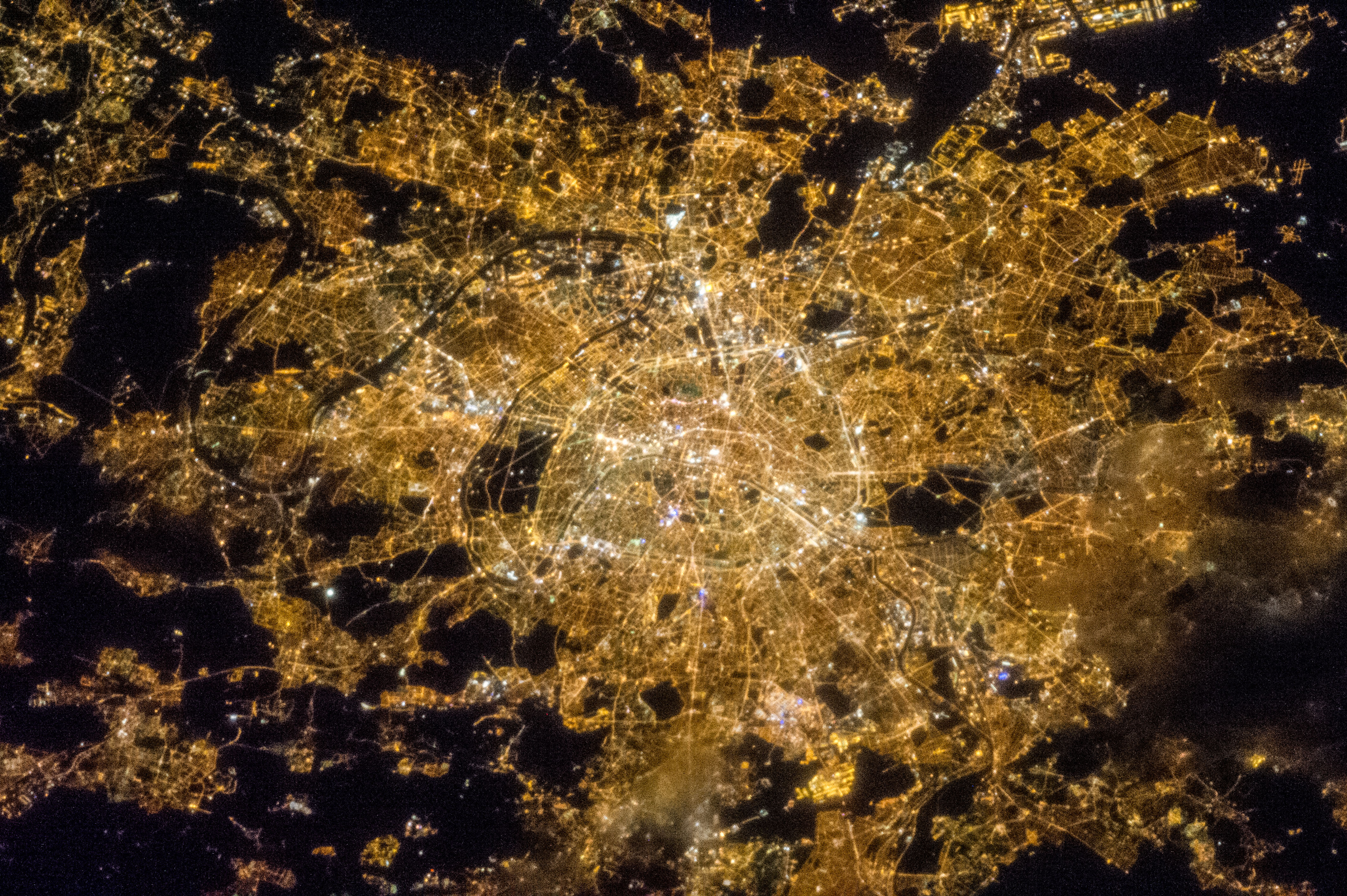
Вигляд Парижа з супутника вночі

внаслідок дії штучних джерел світла, що викликають відхилення в житті рослин і тварин. До таких територій відносяться тепличні комбінати, залізничні вузли, стадіони тощо.
Надмірне світловиділення супроводжується також додатковим виділенням тепла. Світлове забруднення — це ефект, що створюється освітлювальними установками, які крім освітлення місць, для яких вони призначені, додатково освітлюють інші, прилеглі зони. Наприклад, світильники зовнішнього освітлення або освітлювальні прилади спортивних споруд, площ, архітектурних об'єктів, освічують фасади прилеглих будинків і вікна житлових будинків, що порушує спокій мешканців. У схвалених висновках МКО, є обмеження рівнів вертикальної освітленості, створюваної випромінюванням освітлювальних приладів вуличного й архітектурного освітлення, що проникає через вікна будинків. Ці обмеження знайшли своє місце й у чинних нормах природного й штучного освітлення[джерело?].
Розсіяне світло світильників дуже впливає на навколишнє середовище, створюючи як незатишність для жителів, так і забруднення нічного небосхилу через випромінювання частки світлового потоку у верхню півсферу (світлова завіса над містом ускладнює роботу, наприклад, астрономів і льотчиків, крім того, свідчить про перевитрату електричної енергії на зовнішнє освітлення), викликає порушення в житті рослин і тварин.

## Визначення

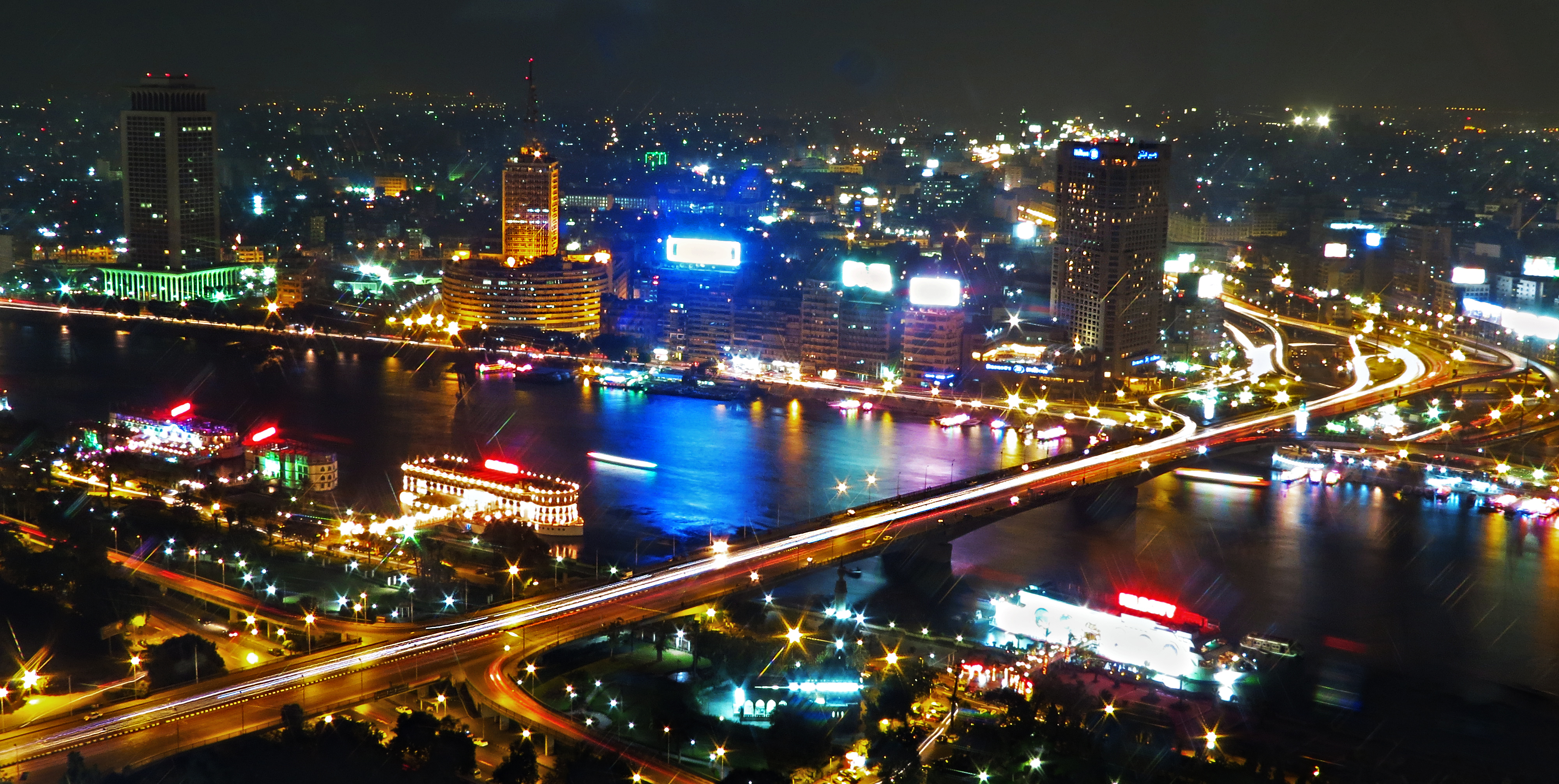
Нічний Каїр, Єгипт

Світлове забруднення — наявність антропогенного штучного світла в темних умовах .
Цей термін найчастіше вживається стосовно зовнішнього середовища та оточення, але також використовується для позначення штучного світла в приміщенні. Несприятливі наслідки є численними; деякі з них можуть бути ще не відомі. Світлове забруднення конкурує зі світлом зір у нічному небі для міських жителів, заважає роботі астрономічних обсерваторій  і, як і будь-яка інша форма забруднення, руйнує екосистеми та має несприятливий вплив на здоров'я .
Світлове забруднення є побічним ефектом індустріальної цивілізації. Його джерелами є зовнішнє та внутрішнє освітлення будівель, реклама, освітлення відкритих територій (наприклад, автостоянок), офісів, заводів, вуличних ліхтарів та освітлених спортивних майданчиків. Найсильніше воно відчувається у високоіндустріалізованих, густонаселених районах Північної Америки, Європи та Азії, а також у великих містах Близького Сходу та Північної Африки, таких як Тегеран і Каїр, але навіть відносно невелика кількість світла може бути помітною і створювати проблеми. Усвідомлення згубного впливу світлового забруднення почалося в другій половині 19-го століття , але зусилля, спрямовані на подолання його наслідків, розпочалися лише в 1950-х роках. У 1980-х роках з'явився глобальний рух за темне небо із заснуванням Міжнародної асоціації темного неба (IDA). Зараз такі освітні та правозахисні організації існують у багатьох країнах світу .
Близько 83% людей, в тому числі 99% європейців і американців, живуть під світловим забрудненням неба, яке більш ніж на 10% яскравіше, ніж природна темрява. 80% жителів Північної Америки не можуть бачити галактику Чумацький Шлях через світлове забруднення.

## Причини світлового забруднення

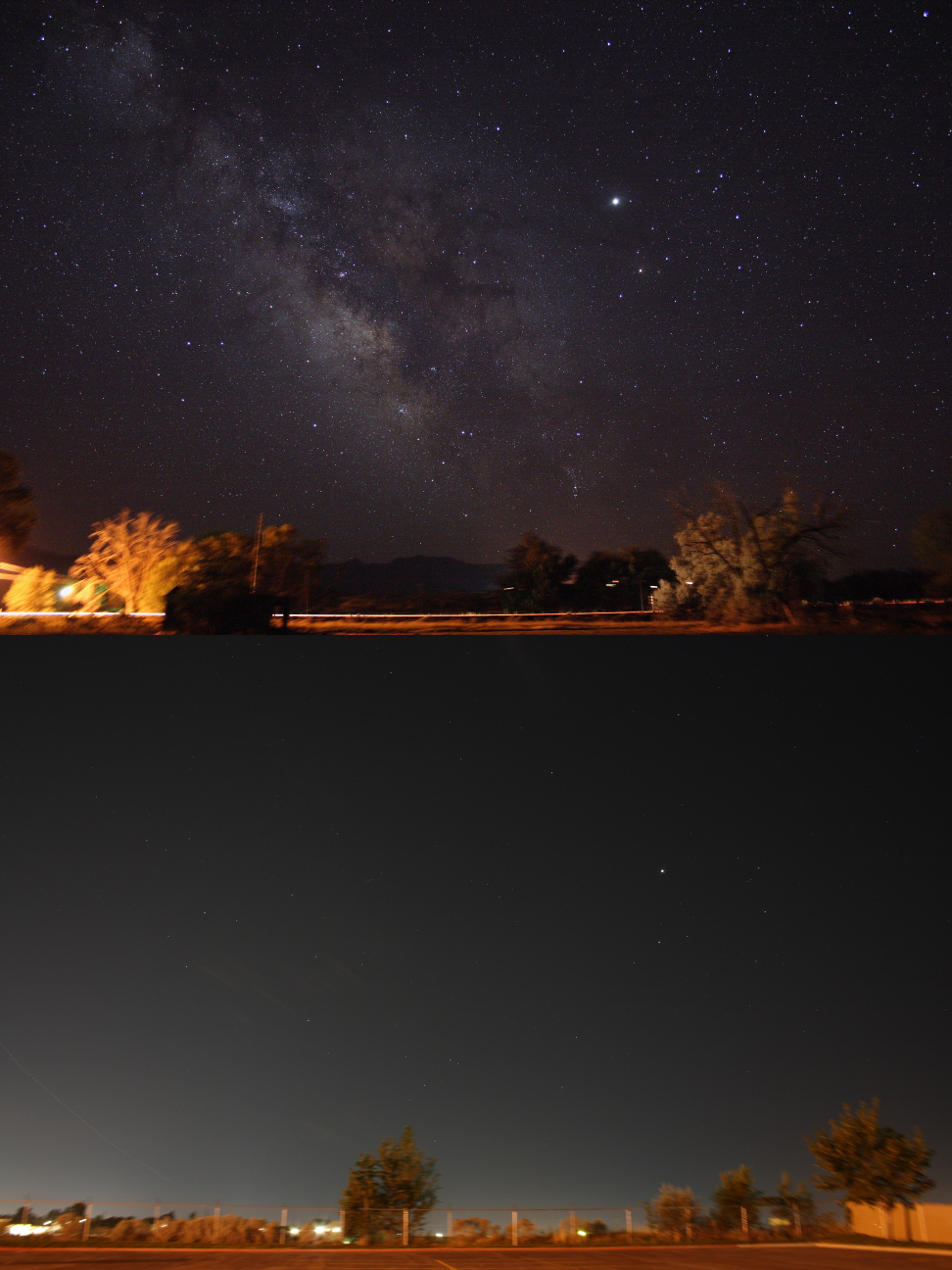
Порівняння неба з невеликого сільського села (вгорі) і з міста (внизу).

Основними джерелами світлового забруднення є великі міста і промислові комплекси. Світлове забруднення створюється вуличним освітленням, рекламними щитами, що світяться, чи прожекторами. В Європі багато дискотек спрямовують потужні пучки світла до нічного неба.
Значна частина міського чи промислового освітлення спрямовується чи відбивається вгору, що створює над містами так звані світлові куполи. Це викликано неоптимальною і неефективною конструкцією багатьох систем освітлення, що призводить до марнотратства енергії. Ефект освітлення неба посилюється поширеними в повітрі частинками пилу й аерозолями. Ці частинки додатково заломлюють, відбивають і розсіюють світло.
Світлове забруднення супроводжує явище індустріалізації і трапляється перш за все в густо заселених регіонах розвинених країн. В Європі більше половини населення так чи інакше постійно стикається зі світловим забрудненням. Щорічний ріст світлового забруднення в різних країнах Європи становить від 6% до 12%.

## Історія
У 17 ст. громадське освітлення з’явилося зі створенням «компаній ліхтарів» для освітлення деяких вулиць у Парижі, а потім у столицях провінцій. 1667 року Людовик XIV запровадив освітлення всіх вулиць столиці для боротьби з крадіжками та злочинами. Тоді Париж став «містом світла» того часу завдяки освітленню, яке дозволило захистити громадський простір і полегшити життя мешканців міста.
Після воєн періоди ейфорії та пожвавлення споживання супроводжувалися стимулами до розвитку використання електрики та освітлення. З 1919 по 1939 рік ацетиленові лампи були розроблені в будинках, особливо для освітлення в неділю, коли млини та деякі фабрики, які виробляли електроенергію, зупинялися. Зовнішнє міське освітлення тоді постачалося багатьма газовими заводами, які виробляли газ із вугілля.

## Глобальний вплив

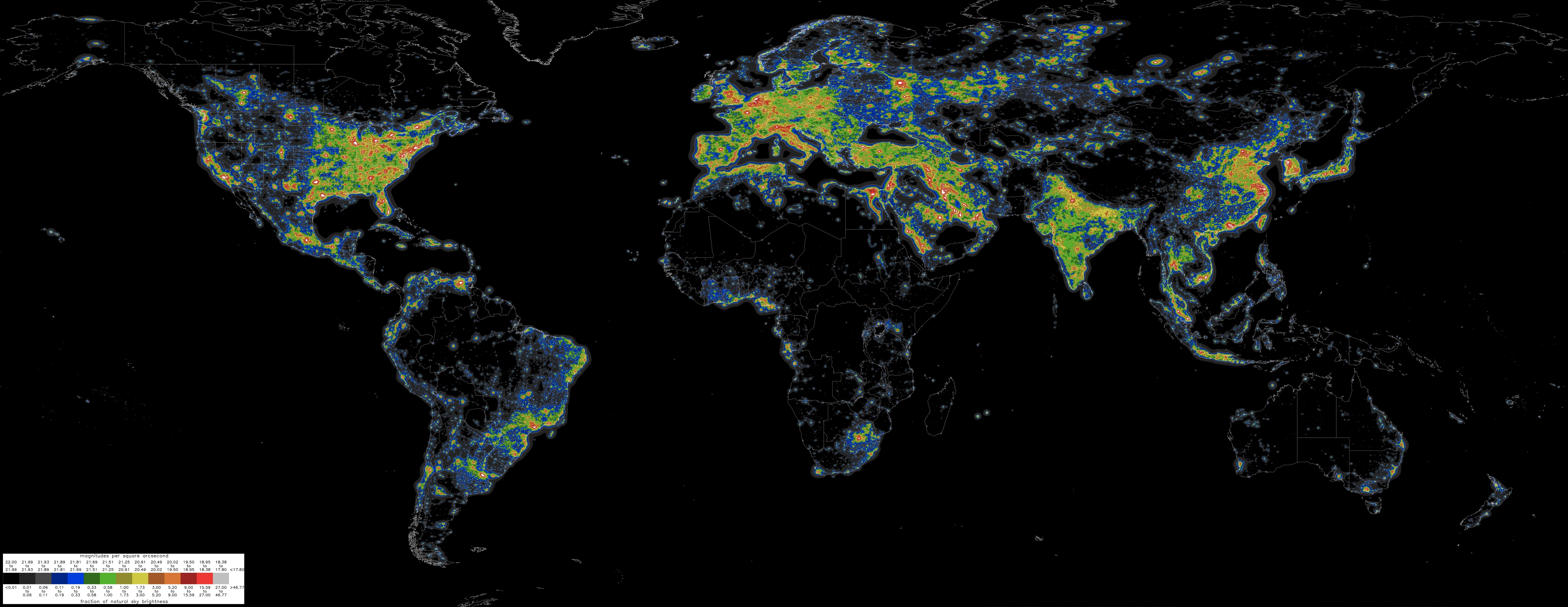
Світова карта світлового забруднення. Кольори показують інтенсивність світіння неба від штучних джерел світла по всьому світу.

### Європа
Дослідження наприкінці 1990-х років показали, що вся територія, яка складається з південної Англії, Нідерландів, Бельгії, Західної Німеччини та північної Франції, має яскравість неба принаймні в два-чотири рази більша за норму. Єдині місця в континентальній Європі, де небо може досягти своєї природної темряви, знаходяться в північній Скандинавії та на островах, віддалених від континенту.

### Північна Америка
У Північній Америці ситуація порівнянна. Існує значна проблема зі світловим забрудненням від канадських морських провінцій до південного заходу Америки . Міжнародна асоціація темного неба працює над визначенням областей, які мають високоякісне нічне небо. Ці території підтримуються громадами та організаціями, які займаються зменшенням світлового забруднення (наприклад, заповідник темного неба). Відділ природних звуків і нічного неба Служби національних парків виміряв якість нічного неба в національних парках по всій території США.

### Східна Азія
У березні 2013 року світлове забруднення в Гонконзі було визнано «найгіршим на планеті».
У червні 2016 року було підраховано, що третина населення світу більше не може бачити Чумацький Шлях, включаючи 80% американців і 60% європейців. Сінгапур визнано найбільш світлозабрудненою країною у світі.
За останні 21 рік у столицях провінцій Китаю спостерігалося значне збільшення світлового забруднення з гарячими точками вздовж східного узбережжя.

## Наслідки світлового забруднення

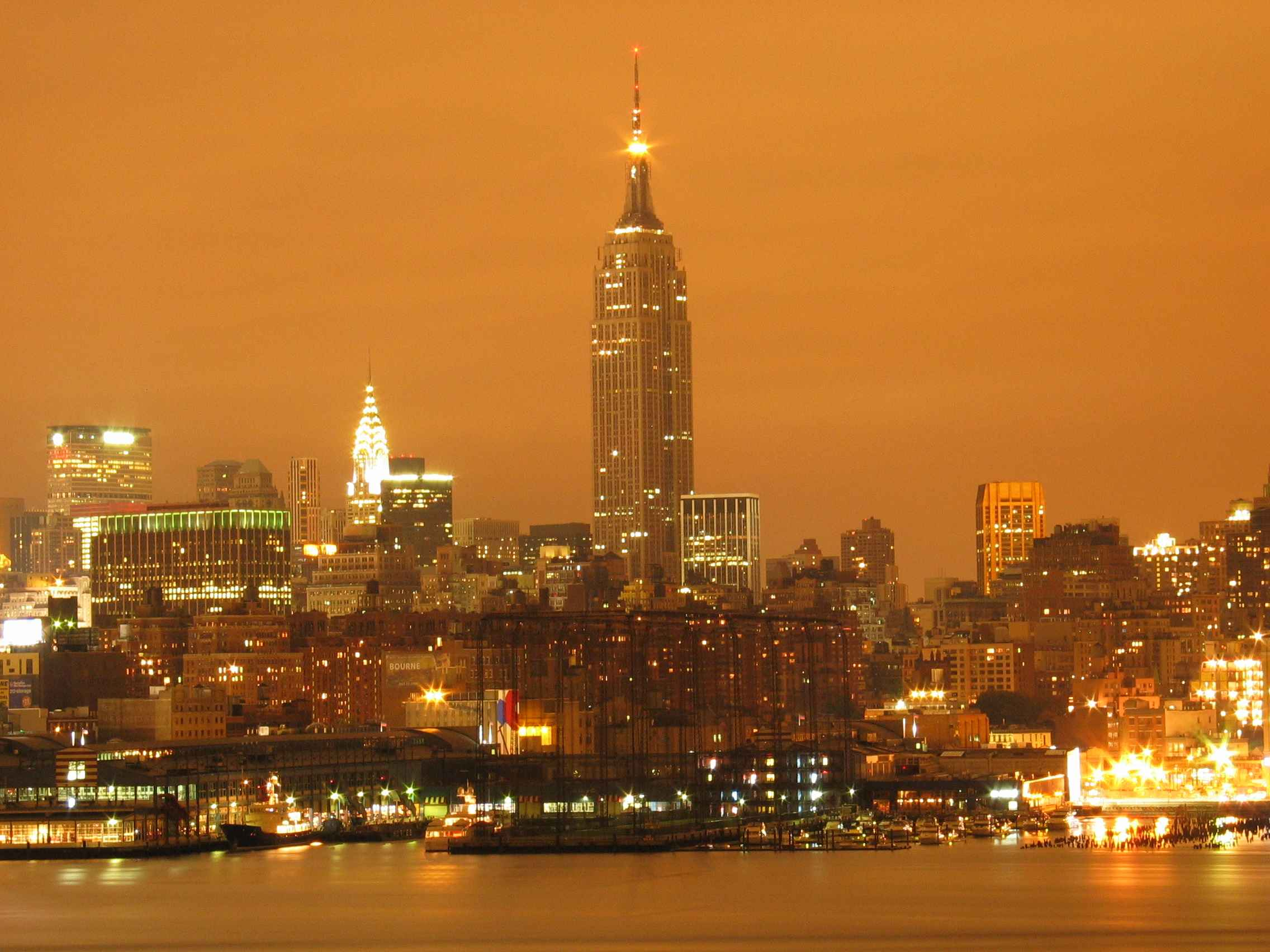
Світлове забруднення у Нью-Йорку

Світлове забруднення впливає на усталену екосистему та має численні наслідки.

### Перевитрати електроенергії
Надмірне нічне освітлення призводить до перевитрат електроенергії та збільшення викидів парникових газів. У середньому, одна лампа вуличного освітлення споживає 400 Ват[джерело?], таким чином, за 8 годин роботи кожною лампою споживається 3,2 кВт·год електроенергії. Значна частина цієї енергії витрачається даремно, викликаючи засвітлення неба.

### Вплив на живі організми
Штучне освітлення навколишнього середовища впливає на цикл росту багатьох рослин. Поширені джерела білого світла зі значною питомою вагою блакитного світла у спектрі заважають орієнтації багатьох видів комах, які ведуть нічний спосіб життя, а також збивають зі шляху перелітних птахів, які намагаються облітати осередки цивілізації. Згідно зі спостереженнями, кожний вуличний світильник щодоби є причиною загибелі 150 комах. З урахуванням кількості світильників у самій лише Німеччині щоночі від них гине понад мільярд комах. При цьому не враховано багато інших джерел світла, такі як освітлення промислових комплексів, реклама, що світиться, та освітлення житлових будинків.
Не до кінця досліджений вплив світлового забруднення на хронобіологію людського організму. Можливі відхилення у гормональному балансі, тісно пов'язаному зі сприйняттям циклу дня та ночі. Серед більш очевидних наслідків варто відзначити менш міцний сон і, як наслідок, швидку втомлюваність.

### Вплив на астрономічні спостереження

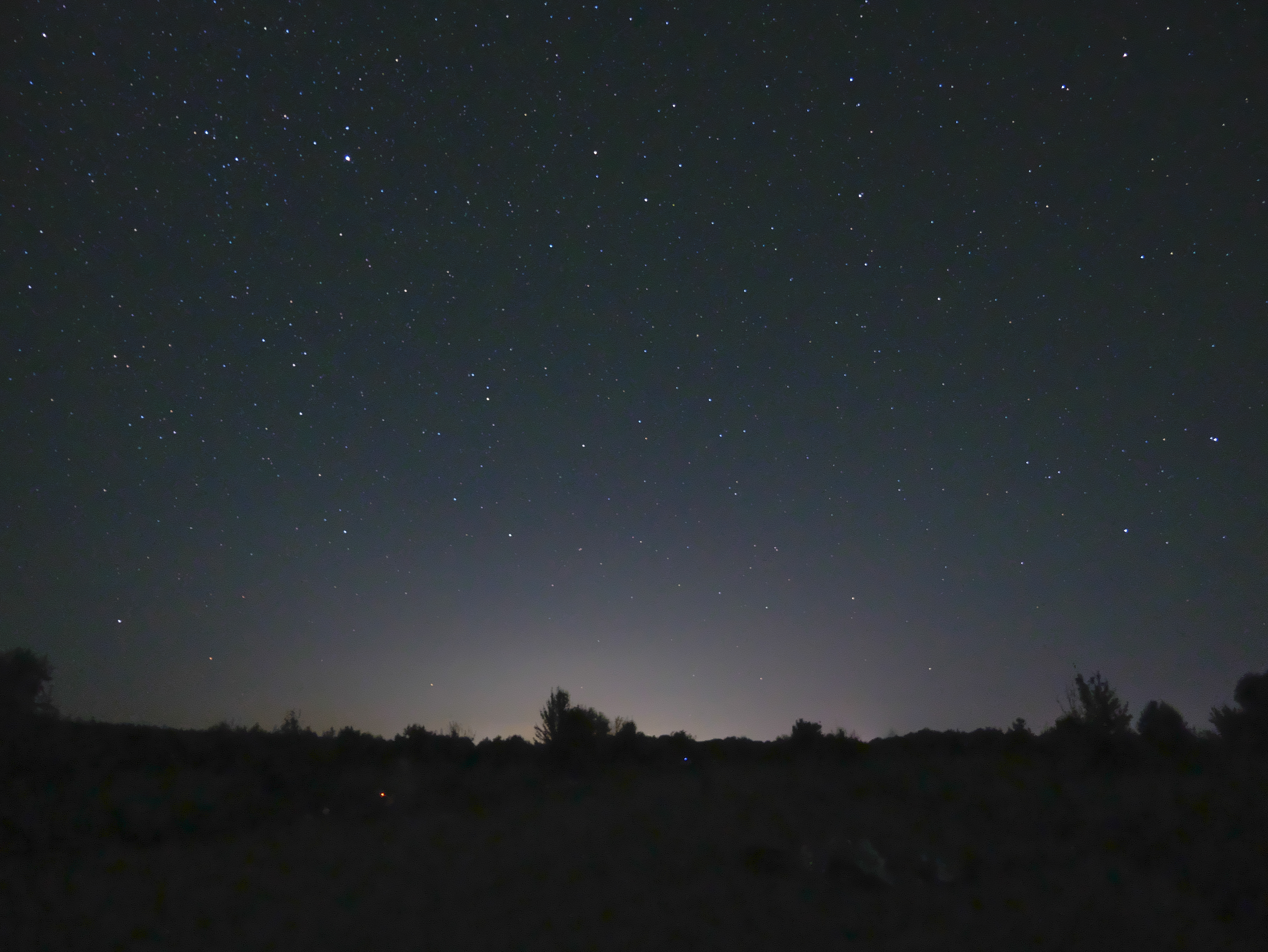
Світлове забруднення зоряного неба у напрямку Києва та Переяслава. Місце спостереження знаходиться у Переяслав-Хмельницькому районі Київської області.

Світлове забруднення у великих містах робить майже неможливими астрономічні спостереження об'єктів глибокого космосу. Через засвітлювання неба лишаються видимими тільки найяскравіші зорі, і якщо на природно-темному нічному небі людина неозброєним оком може побачити до 2-3 тисяч зір, то в місті чи іншому місці з яскравим штучним освітленням їх видно вдвічі-вчетверо менше. Таким чином, із великих міст можна спостерігати лише яскраві зорі, Місяць і деякі планети (Меркурій, Венеру, Марс, Юпітер і Сатурн), і стає важко спостерігати об'єкти далекого космосу: зоряні скупчення, туманності, галактики та інше. Крім того, стає неможливим визначати контури сузір'їв, оскільки багато з них містять слабкі зорі. Крім того, яскраве світло заважає адаптації людського ока до темряви.

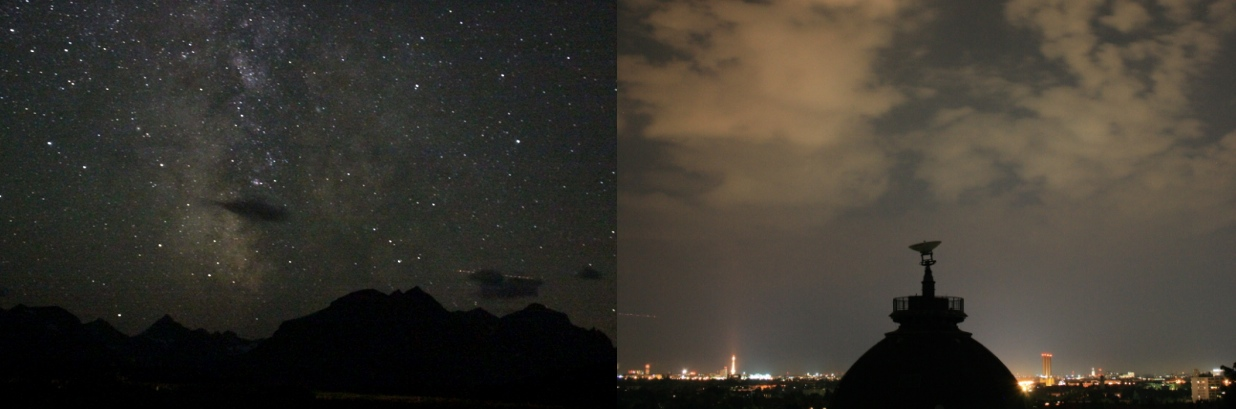
Приклад світлового забруднення: ліворуч — безхмарна ніч у національному парку Ґлейшер (США), праворуч — хмарна ніч у Берліні (Німеччина)

Світлове забруднення також значно ускладнює застосування оптичних телескопів. Принцип роботи телескопа полягає в тому, що він збирає світло зір та інших об'єктів за допомогою лінз або дзеркал. У разі ж світлового забруднення, телескоп збирає не тільки і навіть не стільки зоряне світло, скільки світло ліхтарів, відбите та розсіяне водяною парою та пилом, якими сповнене повітря. Крім того, світлове забруднення зменшує контраст між небесними об'єктами й самим небом. Це зводить нанівець більшість переваг телескопа та змушує астрономів, як професіоналів, так і аматорів, віддалятися від будь-яких поселень з їх штучним освітленням до природно-темних місць, що часто незручно, або ж використовувати світлофільтри, що зменшують (але не долають) світлове забруднення.
Таким чином, світлове забруднення не лише серйозно заважає спостерігати за небом астрономам-аматорам, а й ускладнює роботу астрономічних обсерваторій. У підсумку, сучасні обсерваторії вимушено будують далеко від великих поселень, аби уникнути світлового й атмосферного забруднення, або телескопи розташовують на орбітах Землі (Габбл).
У деяких регіонах боротьба зі світловим забрудненням ведеться на законодавчому рівні.

### Вплив на здоров'я
Вплив надмірного освітлення або неправильного спектрального складу світла на здоров’я може включати: підвищену частоту головного болю, втому працівників та збільшення тривоги . У червні 2009 року Американська медична асоціація розробила політику на підтримку контролю над світловим забрудненням. У новинах про це рішення підкреслювалося, що відблиски є небезпекою для здоров’я, що призводить до небезпечних умов водіння. Особливо у літніх людей відблиски спричиняють втрату контрасту, затьмарюючи нічний зір.

### Збільшення забруднення атмосфери
Дослідження, представлене на засіданні Американського геофізичного союзу в Сан-Франциско, виявило, що світлове забруднення руйнує нітратні радикали , таким чином запобігаючи нормальному нічному зменшенню атмосферного смогу, який утворюється димом, що виділяється автомобілями та заводами.  Дослідження представив Гаральд Старк з Національного управління океанічних і атмосферних досліджень .

## Типи

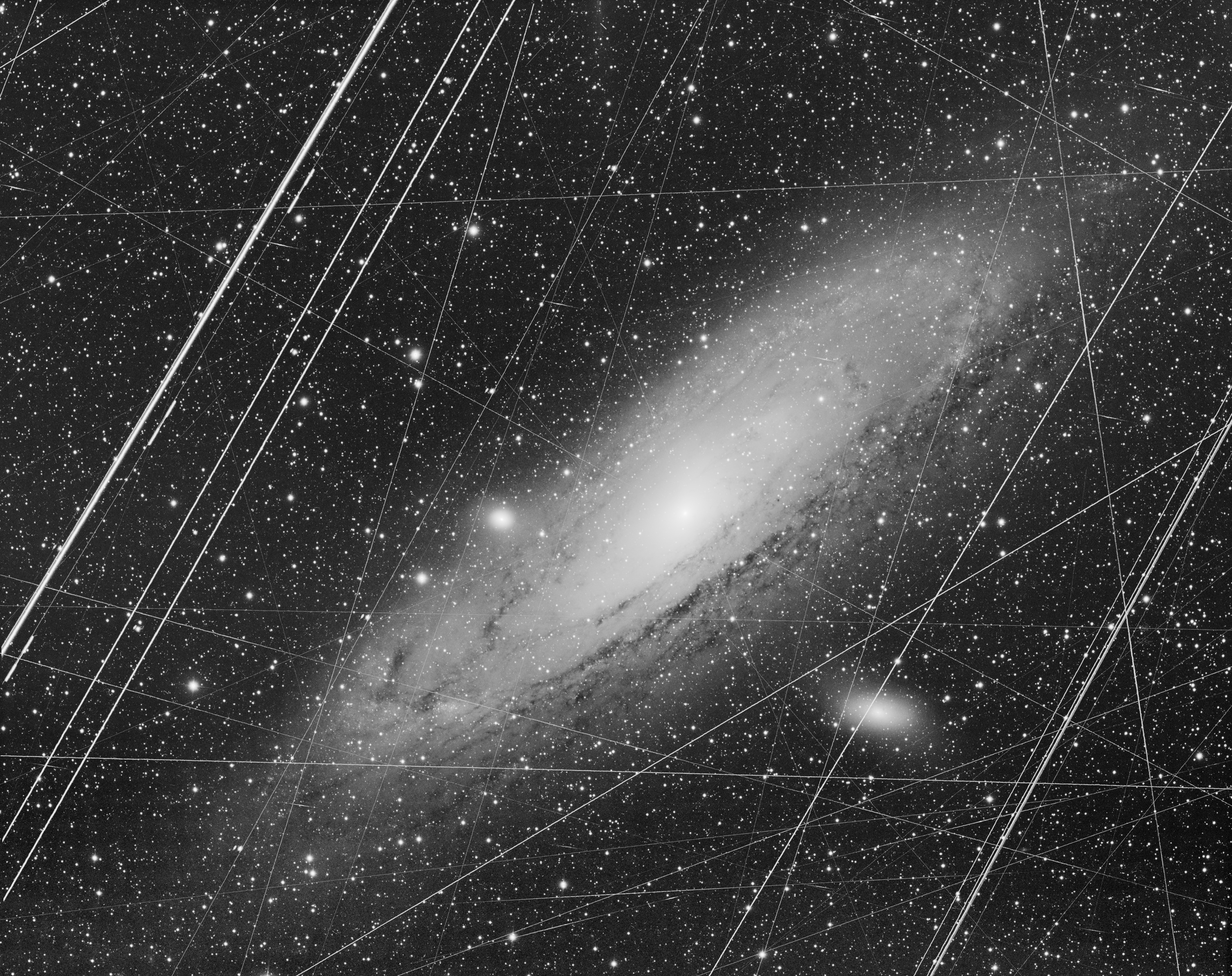
Галактика Андромеди, "порізана" проходженням супутників (довгі безперервні сліди), літаків (паралельні сліди) і гамма-променів (композиція з 223 кадрів по 300 секунд кожна)

### Легке порушення
Світлове порушення відбувається, коли небажане світло потрапляє на вашу власність, наприклад, через сусідський паркан. Поширеною проблемою світлового вторгнення є потрапляння сильного світла у вікно будинку ззовні, що спричиняє такі проблеми, як порушення сну. Ряд міст у США розробили стандарти зовнішнього освітлення, щоб захистити права своїх громадян від світлового вторгнення. Щоб допомогти їм, Міжнародна асоціація "Темне небо" розробила набір типових правил освітлення. Асоціація темного неба була створена для того, щоб зменшити світло, яке піднімається в небо і зменшує видимість зір.

### Надмірне освітлення
Переосвітлення - це надмірне використання світла. У США освітлення комерційних будівель споживає понад 81,68 терават -годин (дані 1999 року) електроенергії на рік . Американські міста випромінюють у космос у три-п’ять разів більше світла порівняно з німецькими.
Більшість з цих проблем можна легко виправити за допомогою доступних і недорогих технологій. Найважливіше, щоб індустріально розвинені країни усвідомили значну вигоду від зменшення надмірного освітлення, необхідно підвищити обізнаність громадськості.

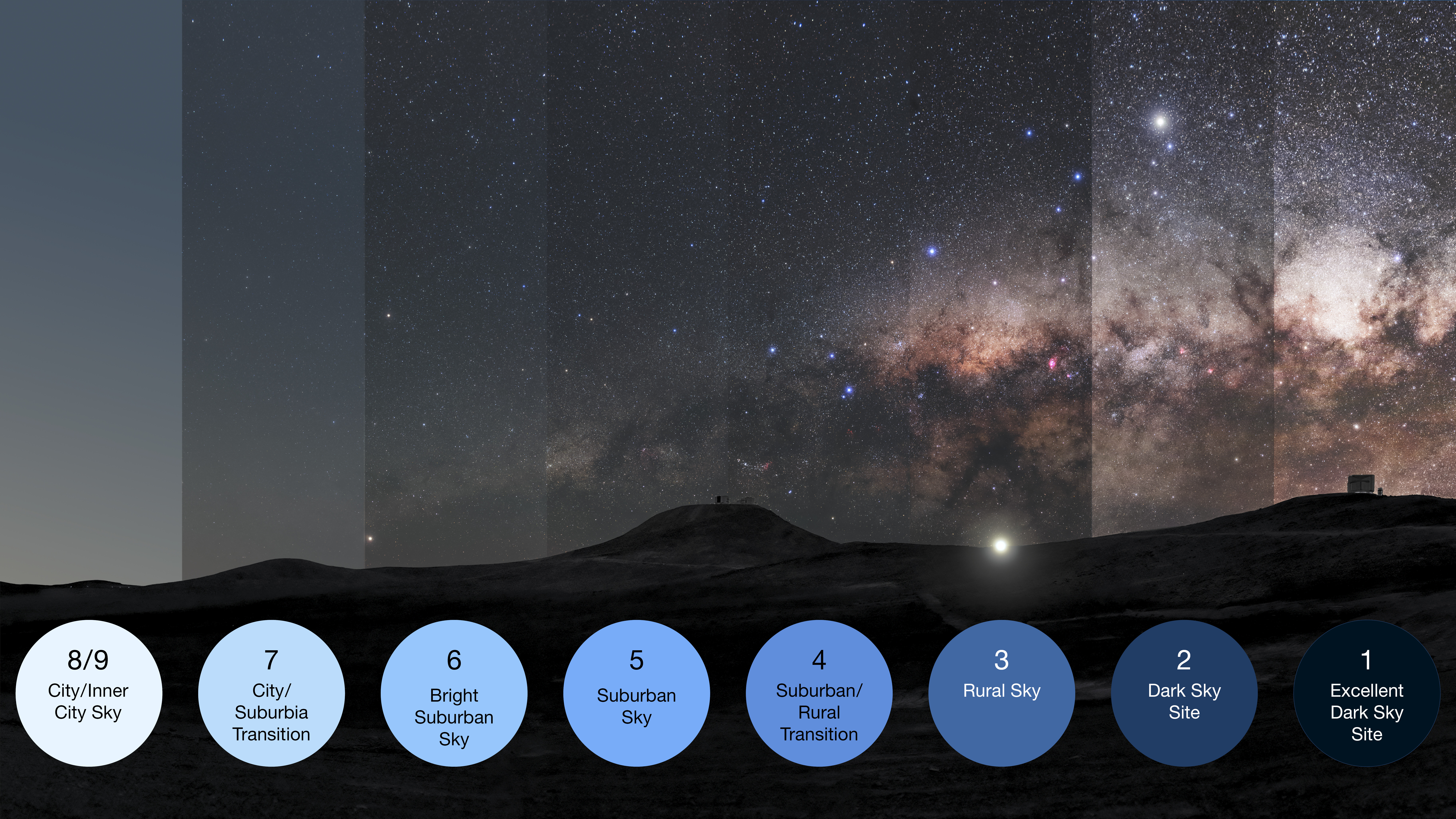
Як світлове забруднення впливає на темне нічне небо

### Відблиски
Відблиски можна класифікувати на різні типи. Одна з таких класифікацій описана в книзі Боба Мізона, координатора кампанії Британської астрономічної асоціації "Компанія за темне небо", наступним чином :
- Сильні відблиски описують ефекти, подібні до тих, що виникають при погляді на Сонце. Вони повністю засліплюють і залишають тимчасові або постійні вади зору [21].
- Середні  відблиски описують такі ефекти, як засліплення фарами зустрічного автомобіля, розсіювання світла в тумані або в очах, зниження контрастності, а також відблиски від друку та інших темних ділянок, які роблять їх яскравими, що призводить до значного зниження здатності бачити [21].
- Легкі відблиски, як правило, не створюють небезпечної ситуації самі по собі, хоча в кращому випадку вони дратують і викликають роздратування. Він потенційно може спричинити втому, якщо зазнавати його протягом тривалого часу [21].

За словами Маріо Мотта, президента Массачусетського медичного товариства, "...відблиски від поганого освітлення становлять небезпеку для громадського здоров'я - особливо чим старше ви стаєте. Відблиски світла, що розсіюються в очах, викликають втрату контрасту і призводять до небезпечних умов водіння, так само як відблиски на брудному лобовому склі від сонячних променів під низьким кутом або від дальнього світла зустрічного автомобіля". По суті, яскраве або погано екрановане світло навколо доріг може частково засліплювати водіїв або пішоходів і сприяти аваріям.

### З супутників
Ще одним джерелом світлового забруднення є штучні супутники. З майбутнім збільшенням кількості супутникових угруповань, таких як OneWeb і Starlink, астрономічна спільнота, зокрема Міжнародний астрономічний союз, побоюється, що світлове забруднення значно зросте, на додачу до інших проблем, пов'язаних з перенаселеністю супутників.

## Вимірювання

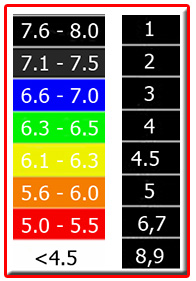
Приклад шкали Бортля. Чорний відповідає чистому небу (чітко видно Чумацький Шлях), білий – непрозорому та помаранчевому міському небу, де вже майже не видно зір.

Вимірювання є глобальними (супутникові зображення) або локальними (наземні вимірювання).

### Вимірювання супутникових знімків
Найповніший і найточніший супутниковий знімок  (станом на 6 грудня 2012 року) оприлюднило NASA. Це зображення планети, яку можна побачити вночі (мозаїка із сотень безхмарних нічних краєвидів), зроблене на основі даних, зібраних метеорологічним супутником NASA Suomi NPP, запущеним у 2011 році в рамках програми NPOESS і оснащеним новим датчиком, який фотографує штучне освітлення, світіння вогню та спалахів, а також світіння Місяця.
Щоб точно виміряти, наскільки яскравим стає небо, нічні супутникові зображення Землі використовуються як вихідні дані для кількості та інтенсивності джерел світла. Вони включені у фізичну модель  розсіювання через молекули повітря та аерозолі для розрахунку сукупної яскравості неба. Для всього світу були підготовлені карти, які показують підвищену яскравість неба.

### Шкала Бортля
Шкала Бортля - це вимірювальна система, яка використовується для відстеження кількості світлового забруднення неба. Щоб побачити Чумацький Шлях, необхідна шкала Бортла п’ять або менше.

## Усунення світлового забруднення
Прихильники енергозбереження стверджують, що проблему світлового забруднення необхідно вирішувати шляхом зміни звичок суспільства, щоб освітлення використовувалося більш ефективно, з меншими відходами і меншим створенням небажаного або непотрібного освітлення. Кілька галузевих груп також визнають світлове забруднення важливою проблемою. Наприклад, Інститут інженерів-світлотехніків у Великій Британії надає своїм членам інформацію про світлове забруднення, проблеми, які воно спричиняє, та способи зменшення його впливу. Хоча нещодавні дослідження вказують на те, що енергоефективності недостатньо для зменшення світлового забруднення через ефект відскоку.

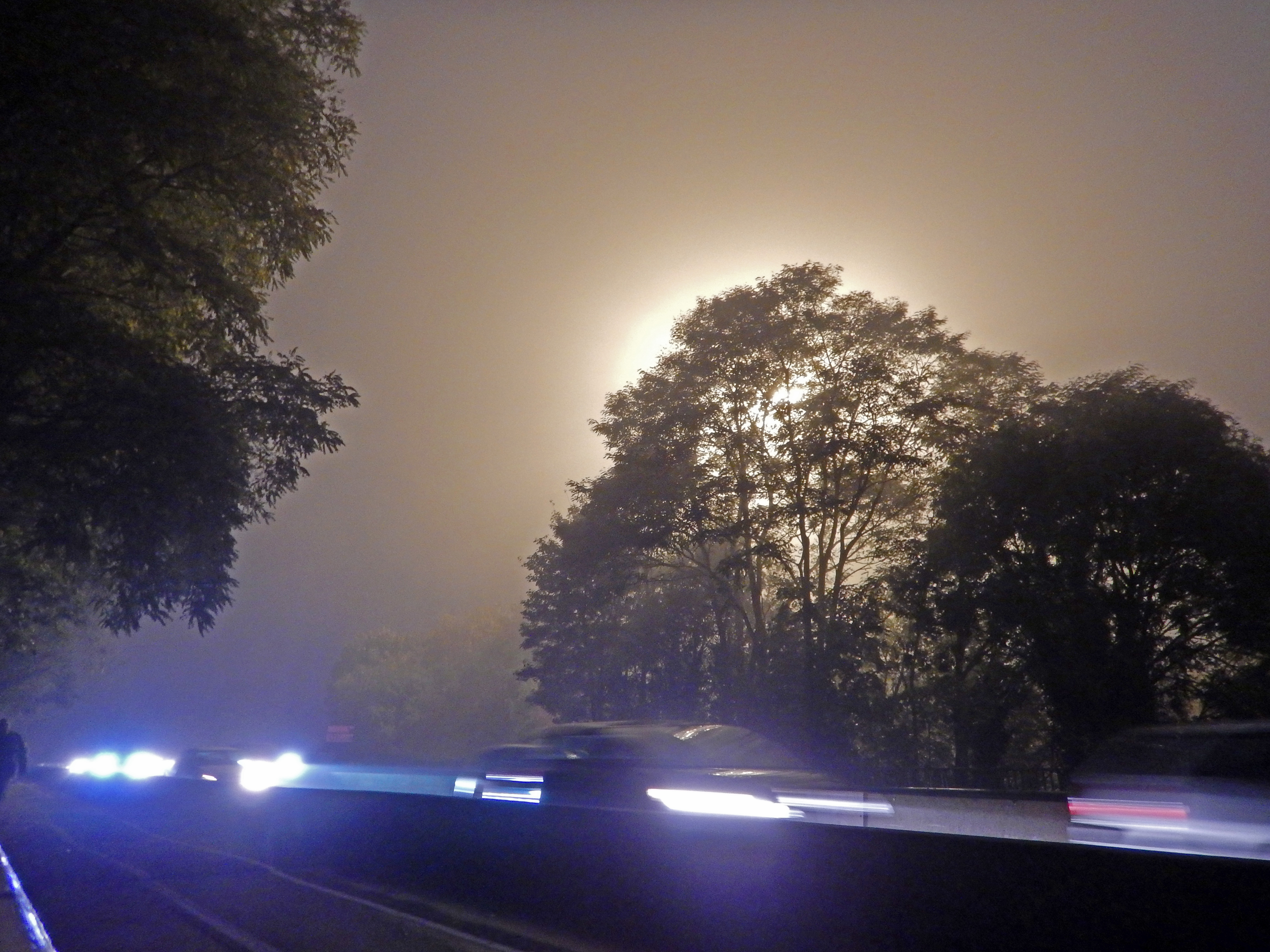
Світлове забруднення в місті Сент-Андре.

З цієї та інших причин рішення про те, як керувати штучним світлом, часто супроводжуються суперечками. Розбіжності в поглядах щодо того, яке світло є розумним і хто має мати повноваження та відповідальність, іноді змушують сторони вести переговори. Якщо бажано, щоб такі рішення підтверджувалися об’єктивними даними, рівень освітленості можна кількісно визначити за допомогою польових вимірювань або математичного моделювання , результати яких зазвичай відображаються на ізофотних картах або картах світлових контурів.
За даними Gaston J. et al. , «зменшення шкоди освітлення щодо навколишнього середовища вимагає підтримувати його неоднорідним навіть у добре освітлених місцях, щоб забезпечити зони темряви, притулки для рухомих тварин, які можуть ними скористатися. І завдання на наступні кілька років  буде полягати в економії енергії та кращому збереженні навколишнього середовища, «збалансовуючи часто суперечливі вимоги корисного світла для людини, комфорту та безпеки та естетичні проблеми». І «в міру розвитку технології освітлення та розуміння його екологічних наслідків.